# Pycnogonum torresi
Pycnogonum torresi är en havsspindelart som beskrevs av Clark, W.C. 1963. Pycnogonum torresi ingår i släktet Pycnogonum och familjen Pycnogonidae. Inga underarter finns listade i Catalogue of Life.